# Кан Чханхи
Кан Чханхи (кор. 강창희; род. 3 августа 1946, Тэджон) — военный, политический и государственный деятель Республики Корея.

## Биография
Кан Чанхи родился 3 августа 1946 года в городе-метрополии Тэджон, окончил Военную академию Кореи, служил офицером в сухопутных войсках Республики Корея. Завершил службу в звании подполковника в 1980 году и начал политическую карьеру.
Избирался депутатом Национального собрания Республики Корея шесть раз. В марте 1998 года был назначен первом министром науки и технологий. В ноябре 2001 года стал  вице-лидером партии «Сэнури». Во время своей шестой каденции, 1 июня 2012 года, был избран председателем Национального собрания Республики Корея. Пробыл в этой должности до 29 мая 2014 года, после чего его сменил Чон Ый Хва.